# Рамирес, Алехандро
Алехандро Рамирес (исп. Alejandro Ramírez; род. 21 июня 1988, Сан-Хосе) — американский шахматист, гроссмейстер (2004).
В составе сборной Коста-Рики участник 3-х Олимпиад (2002—2004, 2008).

## Изменения рейтинга
| Графики недоступны из-за технических проблем. См. информацию на Фабрикаторе и на mediawiki.org. |